# Закревский, Николай Васильевич
Никола́й Васи́льевич Закре́вский (11 (23) июня 1805, Киев — 2 августа 1871, Москва) —  украинский историк, фольклорист, лексикограф. Автор фундаментального исторического труда «Описание Киева».

## Биография

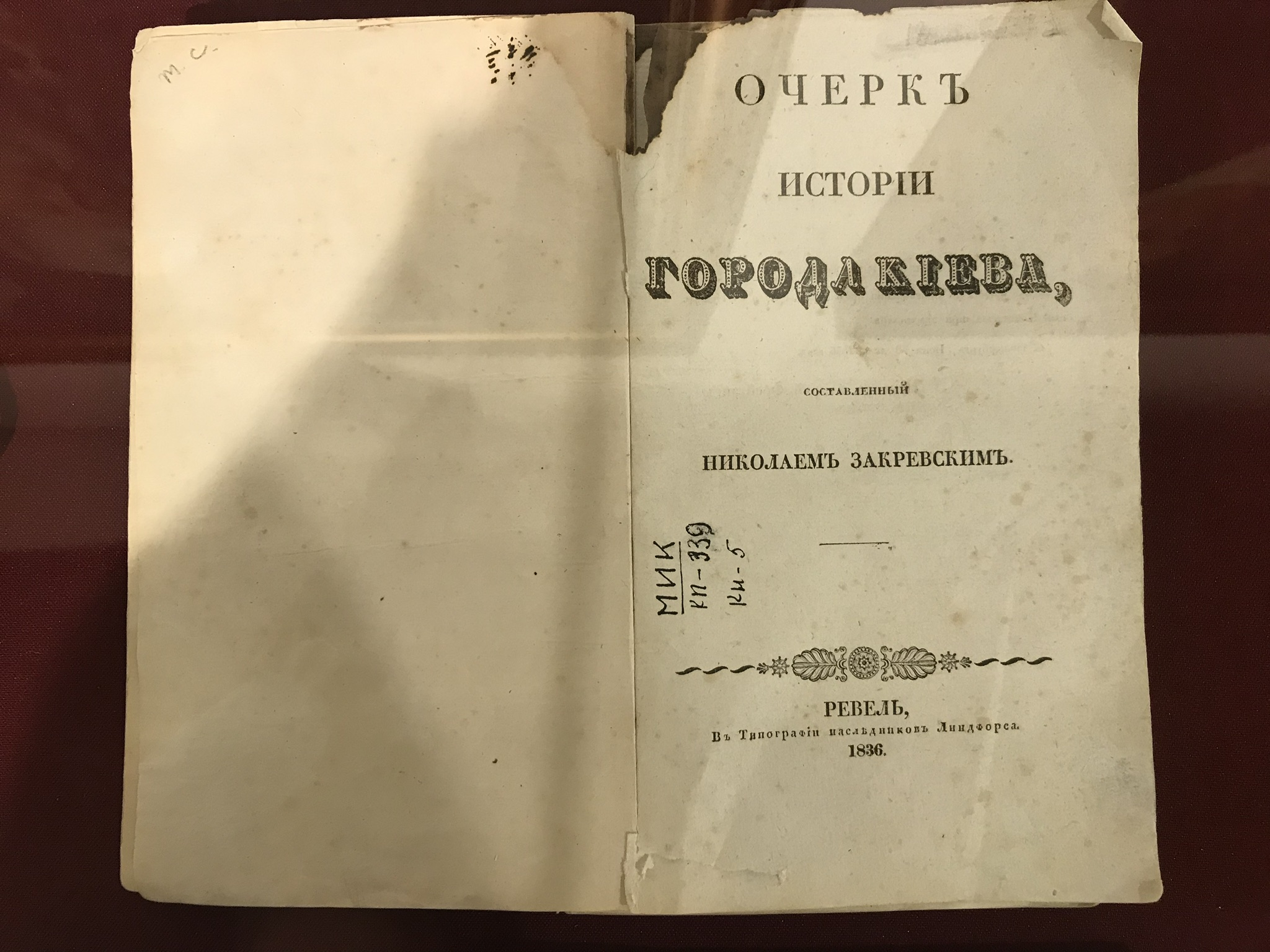
«Очерк истории города Киева», 1836, Ревель. Музей истории Киева

Родился 11 (23) июня 1805 года в Киеве в доме № 5/43 по ул. Фроловской. В 1820—1829 гг. учился в 1-й киевской гимназии. Ещё гимназистом делал зарисовки города и его окраин.
В 1829 году он навсегда покинул родной Киев и обосновался в городе Дерпте, где сперва учился на юридическом факультете Дерптского университета, а затем, не окончив курса из-за нехватки денег, преподавал в Дерпте и Ревеле русский язык.
Как историк Закревский всю жизнь работал над историей Киева: первая редакция его книги, «Очерк истории города Киева», вышла в 1836 г., а итоговый двухтомник «Описание Киева», включающий в себя не только исторические, но и археологические, ландшафтные, топонимические сведения, — в 1868 году. Для своего времени труд Закревского был значительным событием, хотя и представлял собой чистую компиляцию. В 1845 году передал на хранение в петербургскую Императорскую публичную библиотеку (ныне Российская национальная библиотека) 100 рисунков памятников старины в Киеве, большая часть которых была выполнена им лично.
Другая крупная работа Закревского — книга «Старосветский Бандурист: Избранные малороссийские и галицкие песни и думы» (1860—1861). В предисловии Закревский с публицистической горячностью пишет о праве украинцев на собственную литературу, об особенностях украинского языка. Первые две части книги — сборник украинских песен (большей частью народных, но иногда и авторских), а также других малых фольклорных жанров. Третья часть представляет собой словарь украинской фразеологии (более 11 тысяч выражений), в целом довольно далёкий от научных стандартов даже того времени, однако богатый по фактическому материалу.
Николай Васильевич Закревский умер 2 августа 1871 года в Москве.
В 1983 году именем Закревского была названа улица в Киеве.